# Lake Guyra
Der Lake Guyra ist ein Stausee im Nordosten des australischen Bundesstaates New South Wales. Er ist einer von drei künstlichen Seen im Einzugsbereich des Macleay River.
Der See liegt am Gara River, 8 km nordöstlich der Stadt Guyra, östlich des New England Highway. Neben dem Gara River fließt auch noch dessen Nebenfluss Ryanda Creek in den Stausee an den Südhängen der Great Dividing Range.